# Nelahozeves
Nelahozeves (tyska: Mühlhausen) är en by i nordvästra Tjeckien. Byn ligger i kommunen med samma namn i distriktet Mělník i regionen Mellersta Böhmen.
Byn är känd som kompositören Antonín Dvořáks födelseplats.